# 리광혁
리광혁(李光赫, 1987년 4월 17일~)은 조선민주주의인민공화국의 축구 선수로 현재 조선민주주의인민공화국 1부 리그의 경공업성체육단에서 수비수로 뛰고 있다.

## 구단 경력
2007년 경공업성체육단 입단 이후 현재까지 팀의 주축 수비수로 활동 중이며 그동안 2009년 공화국선수권대회 우승, 2013년 포천보체육대회 준우승, 2015년 오산덕체육대회 준우승 등의 성과를 거두었다.

## 국가대표팀 경력
2007년 조선민주주의인민공화국 A대표팀 첫 합류 후 2010년 FIFA 월드컵 본선 엔트리에 포함되었으나 단 1경기도 출전 기회를 부여받지 못했고 이후 조선민주주의인민공화국 U-23 대표팀에 합류하여 2010년 아시안 게임 8강 진출에 일조했으며 다시 A대표팀에 합류해 인도와의 2012년 AFC 챌린지컵 B조 조별리그 최종전에서 국제 A매치 데뷔골을 신고하며 팀의 2연속 AFC 챌린지컵 우승에 이바지했다.
그 뒤 대만과의 2013년 EAFF 동아시안컵 2라운드 첫 경기에서 득점을 기록하며 6-1 대승에 일조하는 등 현재까지 A매치 통산 15경기 2골을 기록 중이다.

## 수상

### 구단
경공업성체육단
- 공화국선수권대회 : 우승 (2009)
- 포천보체육대회 : 준우승 (2013)
- 오산덕체육대회 : 준우승 (2015)

### 국가대표팀
조선민주주의인민공화국
- AFC 챌린지컵 : 우승 (2012)